# Pam Buchanan
Pour les articles homonymes, voir Buchanan.
Pamela Ann Buchanan, née Slocombe le 6 février 1937 à Perth en Australie-Occidentale et décédée le 31 mars 1992 à Subiaco (en) (Australie-Occidentale), est une politicienne australienne. Elle est membre de l'Assemblée législative d'Australie-Occidentale de 1983 à 1992. Elle est ministre au sein du gouvernement de Carmen Lawrence.

## Biographie
Pamela Ann Slocombe est née le 6 février 1937 à Perth en Australie-Occidentale,.
Lors des élections d'État en Australie-Occidentale de 1983 (en), elle se présente dans la circonscription de Pilbara avec la branche d'Autraslie-Occidentale du Parti travailliste et gagna avec 58,77% des votes. Elle est réélue lors des élections de 1986 (en) avec 64,67% des voix.
Lors des élections de 1989 (en), elle transfère à la circonscription d'Ashburton (en) qui vient d'être re-créée où elle est élue. En février 1990, Carmen Lawrence forme le gouvernement et nomme Pamela Ann ministre des Travaux et des Services (en), ministre du Développement régional (en) et sous-ministre du ministre des Affaires autochtones (en). Le portfolio du ministère du Développement régional est aboli en décembre 1990. Pamela Ann perd le reste de ses portfolios en février 1991 lors d'un remaniement ministériel.
Le 1er février 1991, elle démissionne du Parti travailliste pour siéger en tant qu'indépendante. Elle devient ainsi la première femme à siéger en tant qu'indépendante au Parlement d'Australie-Occidentale. Elle démissionne de son poste en mars 1992 à cause d'une maladie et décède le même mois à l'âge de 55 ans.